# Babiana stricta
Babiana stricta es la especie de planta más conocida de las babianas de la familia de las iridáceas. Es originaria de Sudáfrica en la Provincia del Cabo.

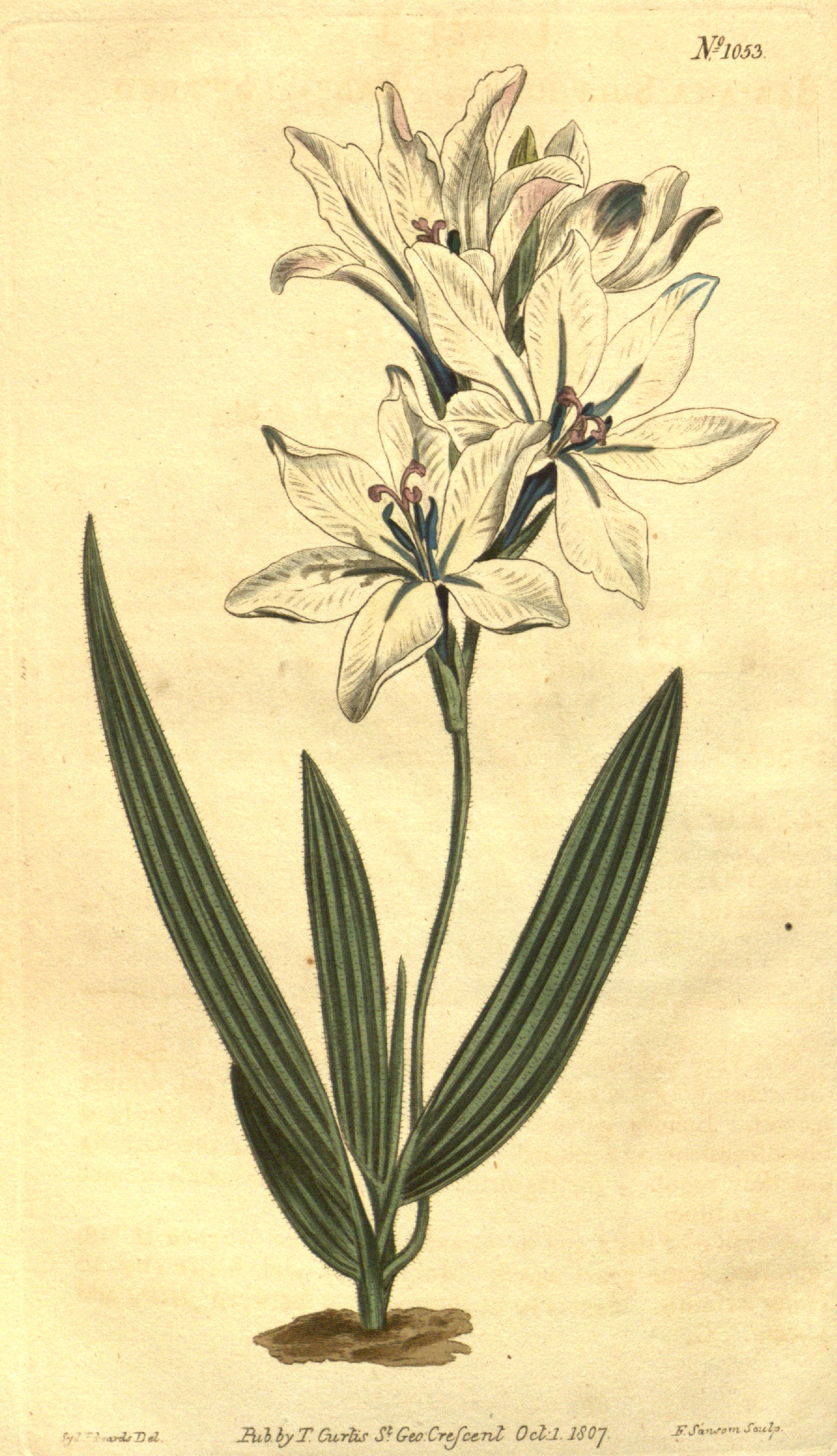
Ilustración

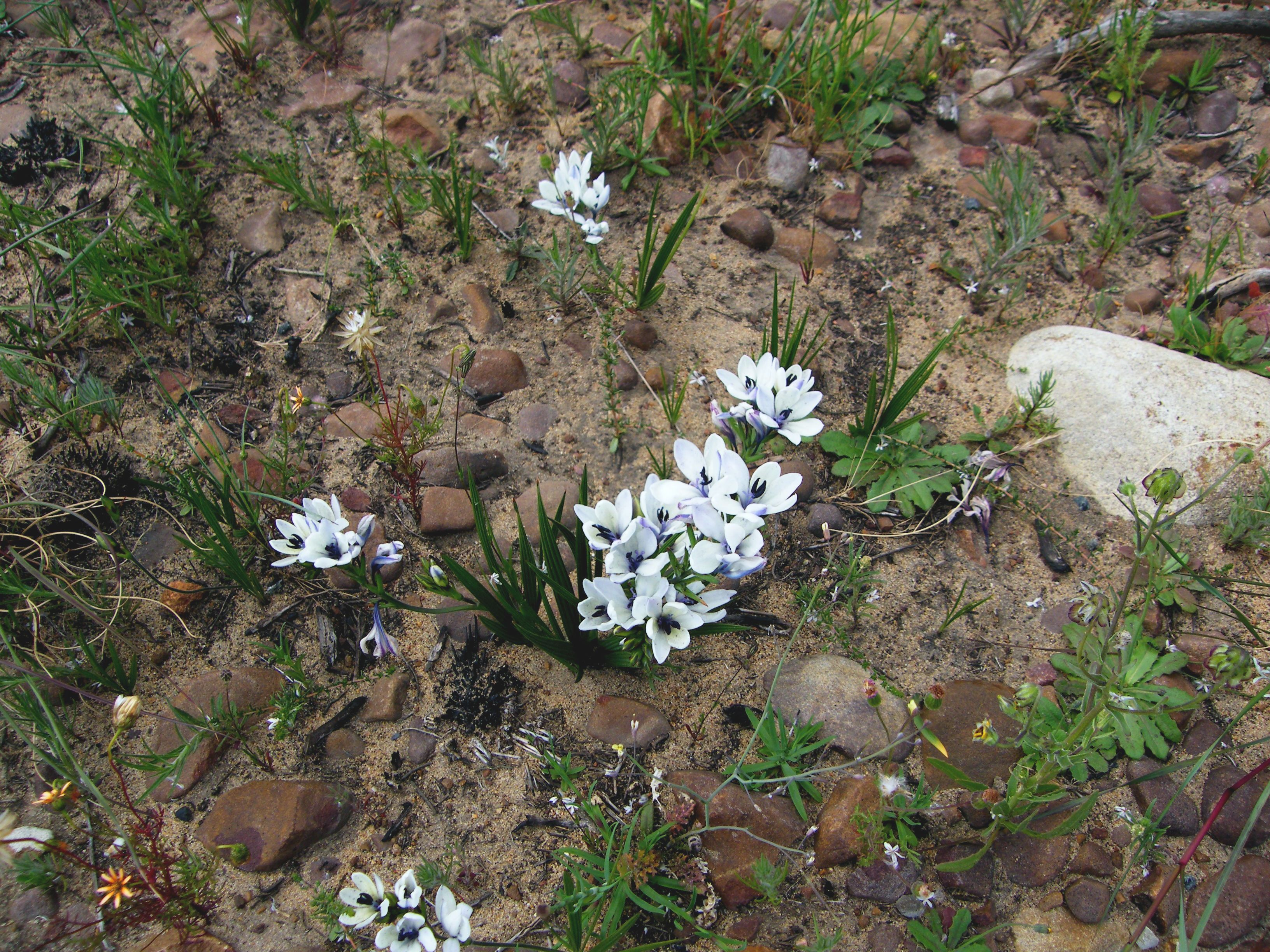
Vista de la planta en su hábitat

## Descripción
Su floración es primaveral y tiene un abanico de hojas erguidas y basales, y  espigas con hasta 10 flores en forma de embudo de color púrpura, crema o amarillo. La altura de la planta ronda entre los 10 y 20 centímetros.

## Taxonomía
Babiana stricta fue descrita por (Aiton) Ker Gawl. y publicado en Botanical Magazine 17: , t. 621. 1803.
Etimología
Ver: Babiana
stricta: epíteto latíno que significa "vertical"
Sinonimia
- Gladiolus strictus Aiton, Hort. Kew. 1: 63 (1789).
- Ixia scillaris Mill., Gard. Dict. ed. 8: 3 (1768), nom. illeg.
- Gladiolus nervosus Lam., Encycl. 2: 724 (1788).
- Gladiolus ringens Thunb., Prodr. Pl. Cap.: 186 (1800), nom. illeg.
- Gladiolus villosus Vahl, Enum. Pl. 2: 145 (1805), nom. illeg.
- Babiana caesia Eckl., Topogr. Verz. Pflanzensamml. Ecklon: 32 (1827).
- Babiana flavocaesia Eckl., Topogr. Verz. Pflanzensamml. Ecklon: 32 (1827).
- Babiana erectifolia G.J.Lewis, J. S. African Bot. 4: 3 (1938).
- Babiana stricta var. erectifolia G.J.Lewis, J. S. African Bot., Suppl. 3: 43 (1959).[4]